# 파트미레 알루시
파트미레 “리라” 알루시(알바니아어: Fatmire "Lira" Alushi, 혼전 성씨: 바이라마이(Bajramaj), 1988년 4월 1일 ~ )는 독일의 은퇴한 알바니아-코소보계 여자 축구 선수로 포지션은 미드필더였다.

## 클럽 경력

### 경력 초반
파트미레 알루시는 1993년에 DJK/VfL 기젠키르헨(DJK/VfL Giesenkirchen)에 입단하면서 선수 생활을 시작했으며 1997년부터 2004년까지 FSC 뮌헨글라트바흐(FSC Mönchengladbach) 소속으로 활동했다.

### FCR 2001 뒤스부르크
파트미레 알루시는 2004년 9월에 FCR 2001 뒤스부르크(FCR 2001 Duisburg)에 입단하면서 프라우엔-분데스리가 무대에 데뷔했다. 2004년 9월 5일에는 VfL 볼프스부르크(VfL Wolfsburg)와의 경기에서 처음 출전하면서 팀의 6-0 승리에 기여했고 2014년 10월 31일에 열린 FFC 하이케 라이네(FFC Heike Rheine)에서 자신의 프라우엔-분데스리가 첫 골을 기록하면서 팀의 5-2 승리에 기여했다. 파트미레 알루시는 FCR 2001 뒤스부르크에서 주전 미드필더로 활약했고 2008-09 시즌에서 FCR 2001 뒤스부르크의 여자 DFB-포칼 우승, UEFA 여자 챔피언스리그 우승에 기여했다.

### 1. FFC 투르비네 포츠담
파트미레 알루시는 2009-10 시즌에서 1. FFC 투르비네 포츠담(1. FFC Turbine Potsdam)으로 이적하여 1. FFC 투르비네 포츠담의 프라우엔-분데스리가 우승, UEFA 여자 챔피언스리그 우승에 기여했다. 2010년에는 FIFA 발롱도르 여자 선수 3위에 오르는 영예를 안았고 2010-11 시즌에서는 1. FFC 투르비네 포츠담의 프라우엔 분데스리가 우승, UEFA 여자 챔피언스리그 준우승에 기여했다.

### 1. FFC 프랑크푸르트
파트미레 알루시는 2011-12 시즌에서 1. FFC 프랑크푸르트(1. FFC Frankfurt)로 이적하여 프라우엔-분데스리가 역사상 가장 비싼 이적료 기록을 수립했다. 파트미레 알루시는 이적 당시부터 비르기트 프린츠를 대체할 선수로 기대를 모았지만 잦은 부상으로 인해 출전 기회는 적었다. 특히 2012년 2월 말에 열린 스타베크 포트볼 크빈네르(Stabæk Fotball Kvinner)와의 친선 경기에서는 얼어붙은 그라운드에서 무릎 부상을 당하기도 했다.
파트미레 알루시는 2012년 9월에 열린 2012-13 프라우엔-분데스리가 시즌 경기 도중에 십자 인대 부상을 당하면서 남은 프라우엔-분데스리가 시즌 경기에 출전할 수 없게 되었다. 파트미레 알루시는 2014년 5월 17일에 쾰른에서 열린 2013-14 여자 DFB-포칼 시즌에서 1. FFC 프랑크푸르트가 결승전에서 SGS 에센(SGS Essen)을 누르고 우승을 차지하는 데에 기여했다.

### 파리 생제르맹
파트미레 알루시는 2014년 6월에 프랑스 디비지옹 1 페미닌 소속 여자 축구 클럽인 파리 생제르맹(Paris Saint-Germain)으로 이적했으며 2016년까지 파리 생제르맹 소속으로 활동했다. 2017년 2월 28일에 현역 은퇴를 발표했다.

## 국가대표 경력
파트미레 알루시는 2003년에 독일 여자 U-15 축구 국가대표팀 선수로 활동했으며 2004년에는 독일 여자 U-17 축구 국가대표팀 선수로 활동했다. 파트미레 알루시는 헝가리에서 개최된 2005년 UEFA U-19 축구 선수권 대회에서 독일의 준결승전 진출에 기여했고 스위스에서 개최된 2006년 UEFA U-19 축구 선수권 대회에서 독일의 우승에 기여했다. 파트미레 알루시는 러시아에서 개최된 2006년 FIFA U-20 세계 여자 축구 선수권 대회에서는 4경기에 출전하여 3골을 기록했고 독일의 8강전 진출에 기여했다.
파트미레 알루시는 2005년 10월 20일에 열린 스코틀랜드와의 2007년 FIFA 여자 월드컵 유럽 지역 예선 경기에 출전하면서 독일 여자 축구 국가대표팀 선수로 데뷔했다. 파트미레 알루시는 중국에서 개최된 2007년 FIFA 여자 월드컵에서는 4경기에 교체 출전했는데 독일은 해당 대회에서 우승을 차지했다. 파트미레 알루시는 2008년 베이징 하계 올림픽에서 일본과의 3·4위전 경기에서 후반전 17분에 교체 출전하여 2골을 기록하여 독일의 올림픽 여자 축구 동메달에 기여했다.
파트미레 알루시는 핀란드에서 개최된 UEFA 여자 유로 2009에 참가하여 노르웨이와의 조별 예선 경기에서 2골, 노르웨이와의 준결승전 경기에서 1골을 기록했다. 파트미레 알루시는 독일에서 개최된 2011년 FIFA 여자 월드컵에 참가했으나 프랑스와의 조별 예선 경기에만 선발 출전했을 뿐 캐나다, 나이지리아와의 조별 예선 경기에는 교체 출전했다.
파트미레 알루시는 2012-13 프라우엔-분데스리가 시즌에서 일어난 십자 인대 파열을 극복하고 스웨덴에서 개최된 UEFA 여자 유로 2013에서 참가했는데 아이슬란드와의 조별 예선 경기에서 교체 출전하는 데에 그쳤다. 알루시는 캐나다에서 개최된 2015년 FIFA 여자 월드컵에 참가할 독일 여자 축구 국가대표팀 명단에 이름을 올렸으나 2015년 5월 15일에 자신의 임신 사실을 확인하면서 불참했다.

## 사생활
파트미레 알루시는 코소보에서 알바니아인 부모의 딸로 태어났으며 1993년에 독일로 이주했다. 2009년 10월에는 자서전 《난민에서 세계 챔피언으로 가는 나의 관문》(Mein Tor ins Leben – Vom Flüchtling zur Weltmeisterin)을 출간했다. 파트미레 알루시는 2011년 6월부터 코소보 출신의 남자 축구 선수인 에니스 알루시(Enis Alushi)와 교제하기 시작했고 2013년 12월 10일에 결혼하면서 자신의 성을 남편의 성으로 바꾸게 된다.

## 수상

### 클럽
FCR 2001 뒤스부르크
- 프라우엔-분데스리가 4회 우승 (2004-05, 2005-06, 2006-07, 2007-08)
- 여자 DFB-포칼 1회 우승 (2008-09), 1회 준우승 (2006-07)
- UEFA 여자 챔피언스리그 1회 우승 (2008-09)

1. FFC 투르비네 포츠담
- 프라우엔-분데스리가 2회 우승 (2009-10, 2010-11)
- UEFA 여자 챔피언스리그 1회 우승 (2009-10)

1. FFC 프랑크푸르트
- 여자 DFB-포칼 1회 우승 (2013-14)
- UEFA 여자 챔피언스리그 1회 준우승 (2011-12)

### 국가대표
- 2006년 UEFA U-19 축구 선수권 대회 우승
- 2007년 FIFA 여자 월드컵 우승
- 2008년 베이징 하계 올림픽 여자 축구 동메달
- UEFA 여자 유로 2009 우승
- UEFA 여자 유로 2013 우승
- 2014년 알가르브컵 우승

### 개인
- 2007년 질베르네스 로르베르블라트 수상
- 2010년 FIFA 발롱도르 여자 축구 선수 3위
- 2011년 독일 올해의 여자 축구 선수 선정

### 내용주
1. ↑  독일어로 "문, 관문, 골(득점), 목표"를 뜻하는 단어인 '토어'(독일어: Tor)를 활용한 언어 유희이다.

### 참고주
1. ↑  VON CHRISTIAN SPOLDERS – zuletzt aktualisiert: 01.10.2007 (1999년 2월 22일). “Weltmeisterin aus Giesenkirchen”. Rp-online.de. 2009년 9월 15일에 원본 문서에서 보존된 문서. 2011년 6월 1일에 확인함.
2. ↑  “Alle Spiele von Fatmire Bajramaj”. soccermagazin.de. 2013년 12월 13일에 원본 문서에서 보존된 문서. 2013년 5월 26일에 확인함.
3. ↑  “Fatmire Bajramaj wechselt zum 1. FFC Frankfurt” (독일어). womensoccer.de. 2011년 4월 18일. 2011년 4월 21일에 원본 문서에서 보존된 문서. 2011년 5월 20일에 확인함.
4. ↑  Nadine Bieneck (2009년 3월 23일). “Top-Neuzugänge beim 1. FFC Turbine Potsdam” (독일어). 1. FFC 투르비네 포츠담 (1. FFC Turbine Potsdam). 2013년 12월 12일에 원본 문서에서 보존된 문서.
5. 1 2 3  “Nationalspielerin Fatmire Bajramaj” (독일어). DFB.de. 2011년 6월 25일에 확인함.
6. ↑  “Turbine-Frauen gewinnen im Elfmeterschießen” (독일어). Spiegel.de. 2010년 5월 20일. 2011년 6월 18일에 확인함.
7. ↑  “Bajramaj-Wechsel läutet neue Ära ein” (독일어). womensoccer.de. 2011년 4월 20일. 2011년 7월 4일에 원본 문서에서 보존된 문서. 2011년 5월 20일에 확인함.
8. ↑  Nora Kruse (2012년 2월 9일). “Frankfurt gewinnt Testspiel und verliert Bajramaj” (독일어). womensoccer.de. 2012년 6월 26일에 원본 문서에서 보존된 문서. 2012년 2월 9일에 확인함.
9. ↑  Markus Juchem (2012년 3월 8일). “Frankfurt bangt um Angerer und Bajramaj” (독일어). womensoccer.de. 2012년 3월 10일에 원본 문서에서 보존된 문서. 2012년 3월 8일에 확인함.
10. ↑  “Liebe ist... ...ein gemeinsamer Kreuzbandriss” (독일어). Bild.de. 2012년 10월 1일. 2012년 10월 12일에 확인함.
11. ↑  “Lira Alushi vor dem Absprung”. 프랑크푸르터 룬트샤우 (Frankfurter Rundschau). 2014년 7월 26일에 원본 문서에서 보존된 문서. 2014년 5월 24일에 확인함.
12. ↑  “Weltmeisterin Alushi beendet ihre Karriere”. 독일 축구 연맹. 2017년 2월 28일.
13. ↑  “Fatmire Alushi”. FIFA.com. 2012년 11월 11일에 원본 문서에서 보존된 문서. 2011년 6월 24일에 확인함.
14. ↑  “Fatmire Alushi ist schwanger und fehlt bei der WM”. 《kicker.de》 (독일어). 2015년 5월 15일. 2015년 5월 15일에 확인함.
15. ↑  “Film ab! Jetzt spielen auch die Eltern mit” (독일어). 타게스슈피겔 (Der Tagesspiegel). 2008년 6월 23일. 2010년 3월 23일에 확인함.
16. ↑  “Lira Bajramaj – My Goal into Life”. randomhouse.de. 2011년 7월 23일에 원본 문서에서 보존된 문서. 2010년 2월 21일에 확인함.
17. ↑  “Lira Bajramaj traut sich – und heißt künftig Alushi”. RP-online.de. 2013년 12월 9일. 2013년 12월 10일에 확인함.
18. ↑  “Bajramaj, prej dje, Fatmire Alushi”. 2014년 2월 19일에 원본 문서에서 보존된 문서. 2014년 2월 14일에 확인함.